# Coventry (Nueva York)
Coventry es un pueblo ubicado en el condado de Chenango en el estado estadounidense de Nueva York. En el año 2000 tenía una población de 1.589 habitantes y una densidad poblacional de 12.6 personas por km².

## Geografía
Coventry se encuentra ubicado en las coordenadas 42°17′51″N 75°37′41″O / 42.29750, -75.62806.

## Demografía
Según la Oficina del Censo en 2000 los ingresos medios por hogar en la localidad eran de $35,769, y los ingresos medios por familia eran $38,906. Los hombres tenían unos ingresos medios de $30,272 frente a los $19,946 para las mujeres. La renta per cápita para la localidad era de $14,807. Alrededor del 14.9% de la población estaban por debajo del umbral de pobreza.